# Take Your Flunky and Dangle
Take Your Flunky and Dangle è una compilation di Steve Wynn. Pubblicata originalmente dalla Return to Sender in Germania, è stata successivamente ristampata dalla Innerstate Records nel 1998.

## Il disco
Take Your Flunky and Dangle raccoglie registrazioni tra il 1987, Woodshed Blues risale ai tempi dei The Dream Syndicate performance acustica alla stazione radio KCRW, e il 1993, con molto materiale scartato da Fluorescent.
L'album si apre con la melodica Animation, seguita dalla tranquilla Gospel #1 e da una versione inedita di How's My Little Girl pezzo poi riproposto in versione studio su Sweetness & Light.
In Counting the Days e in AA si fa sentire il contributo di Robert Lloyd al mandolino.
Subject Was Roses riprende lo stile di Carolyn mentre Closer è un pezzo lento mentre Boxing Song è un pezzo alla Norman Whitfield, l'album si chiude con il folk alla Bob Dylan di It Only Comes Out at Night.

## Tracce
1. Animation – 2:35
2. Gospel #1 – 4:50
3. How's My Little Girl – 4:08
4. Counting the Days – 3:04
5. Subject Was Roses – 3:06
6. Closer – 4:17
7. Woodshed Blues – 4:01
8. Boxing Song – 3:36
9. AA – 3:18
10. Gospel #2 – 3:18
11. It Only Comes Out at Night – 3:32

## Formazione
- Steve Wynn – voce, chitarra

Altri musicisti
- John Convertino
- John Wesley Harding
- Chris Cacavas
- Mark Walton
- Robert Lloyd – mandolino (tracce 4 e 9)